# Абасов, Мамед Магарамович
Маме́д Магарамович Абасов (2 декабря 1964, Касумкент, Сулейман-Стальский район, ДАССР) — российский государственный и общественный деятель, депутат Государственной думы VI созыва, член Комитета ГД по информационной политике, информационным технологиям и связи.

## Биография
Мамед Абасов родился 2 декабря 1964 года в селе Касумкент Сулейман-Стальского района Республики Дагестан. По национальности лезгин. Отец будущего депутата — Магарам Рамазанович — занимал различные руководящие должности в сельском колхозе, мать — Балахалум Ахмедовна — обычной работницей в том же колхозе. У четы Абасовых 8 детей. Вот что о тех непростых временах вспоминает мать Мамеда Абасова:
«Мой покойный супруг, Магарам Рамазанович, занимал различные посты в правлении колхоза, но при этом не имел абсолютно никаких личных привилегий и жил как рядовой крестьянин. А я и вовсе была рабочей в колхозе. Муж уходил из дому рано утром и возвращался поздно, все, что происходило с детьми в течение дня, лежало на моих плечах. Разные были времена, бывало, что моим мальчишкам приходилось выходить за меня на работу и вскапывать грядки, собирать яблоки с колхозных деревьев. Были периоды, когда старший прибегал из школы пораньше, чтобы передать свои сандалики младшему, который учился во второй смене, — другой обуви у них не было. У моих детей не было дорогих игрушек и беспечного детства, но я прививала им чувство сплочённости и ответственности друг за друга. Между ними никогда не возникало ссор и конфликтов. Дети росли в любви и дружеской взаимовыручке — одной командой. Именно это позволило им самостоятельно стать на ноги и выйти в люди».
Мамед Абасов заканчивает с отличием сельскую школу. В 1987 году окончил Московский инженерно — строительный институт имени В. В. Куйбышева по специальности «гидротехническое строительство водных путей и морских портов».
Трудовую деятельность начал в 1987 году инженером ЖЭУ-3 (Жилищно-эксплуатационное управление) производственного треста жилищно-коммунального хозяйства Кировского райисполкома города Махачкалы.
С 1989 по 1992 год — мастер УЭЖФ-3 (Управление эксплуатации жилищного фонда) производственного предприятия жилищно-коммунального хозяйства города Махачкалы.
С 1992 по 2001 год — директор строительно-коммерческого предприятия «Монолитстрой МС» города Махачкалы.
С 2001 по 2003 год — представитель ООО "Фирма «САВА — ЛТД» в администрации города Тулун Иркутской области.
В 2003 году назначен на должность директора филиала ООО "Фирма «САВА — ЛТД» в городе Тулун Иркутской области, затем — на должность заместителя директора по общим вопросам ООО «Монолитстрой» города Красноярска.
С 2004 по 2013 год — генеральный директор, первый заместитель председателя правления ООО « Монолитхолдинг» города Красноярска.
В марте 2013 года М. М. Абасов был избран депутатом Государственной Думы шестого созыва в составе федерального списка кандидатов, выдвинутого Всероссийской политической партией «ЕДИНАЯ РОССИЯ» (региональная группа № 5, Республика Дагестан). Являлся членом Комитета Государственной Думы по жилищной политике и жилищно-коммунальному хозяйству, затем — член Комитета Государственной Думы по информационной политике, информационным технологиям и связи.

## Политическая деятельность
С 6 марта 2013 г. (даты начала полномочий) в Госдуму РФ от М. М. Абасова поступило на рассмотрение более 40 законодательных актов, большинство из которых приняты и подписаны. Активное участие депутата в законодательной деятельности не осталось незамеченным. В октябре 2014 года М. М. Абасову была вручена Благодарность Председателя Госдумы ФС РФ С. Е. Нарышкина за значительный вклад в развитие законодательства и парламентаризма Российской Федерации.

### Общественно-политическая деятельность
При активном участии М. М. Абасова были улажены многие острые вопросы, предотвращены разгорающиеся конфликты. В частности, проблему самурского водовода и сохранения Самурского леса в Южном Дагестане удалось урегулировать путём переговоров, избежав кровопролития и привлечения ОМОН.
В конце 2015 года благодаря вмешательству и разъяснению ситуации Абасов добился прекращения забастовки дальнобойщиков в Карабудахкентском районе Дагестана.

## Общественная деятельность
Мамед Абасов является активным общественным деятелем, занимается благотворительностью на республиканском и федеральном уровнях. В 1998 году Абасов создал Красноярскую региональную общественную организацию «Лезгинское национально-культурное общество». В 2006 году Мамед Абасов возглавил Красноярскую региональную национально-культурную общественную организацию «Страна Гор — Дагестан». Будучи руководителем этой организации, являлся постоянным членом Консультативного совета общественных объединений при Региональном (местном) Политическом совете Всероссийской партии «ЕДИНАЯ РОССИЯ» в Красноярском крае. Он стал инициатором учреждения ежегодного праздника «День народов Кавказа», который проводится в Красноярском крае с 2010 года.
Мамед Абасов является вице-президентом Федеральной Лезгинской Национально-Культурной Автономии , принимает активное участие в общественно-культурной жизни лезгинского народа, как в Дагестане, так и за его пределами. Мамед Абасов и его брат Разим регулярно реализовывают благотворительные и спонсорские проекты. Абасов оказывает постоянную спонсорскую помощь дагестанскому региональному общественному фонду «Живи и дари жизнь другим».
Мамед Абасов, будучи успешным предпринимателем и государственным деятелем, регулярно встречается с дагестанской молодёжью в Москве и городах республики.
Мамед Абасов явился инициатором строительства таможенно-логистического терминала «Виадук» в Южном Дагестане на границе с Азербайджанской Республикой, открытие которого состоялась в феврале 20154 года.

### Ассоциация предпринимателей Южного Дагестана
В 2010—2011 годах под руководством Мамеда Абасова был разработан проект «Концепции развития Агломерации Южного Дагестана», подготовленный, при содействии Федеральной лезгинской национально-культурной автономии, компетентными учёными — экспертами города Москвы и Красноярского края. По утверждению создателей проекта, развитие этого частно-государственного партнёрства на территории Южного Дагестана предполагало активизацию деятельности по нескольким направлениям, одним из которых является создание Ассоциации предпринимателей Южного Дагестана.
В рамках этой работы 26 октября 2011 года была создана Ассоциация предпринимателей Южного Дагестана, основной целью которого является создание благоприятной среды и условий для ведения бизнеса на территории Южного Дагестана, правил взаимодействия бизнес-сообщества, власти и населения. Мамед Абасов является председателем Правления Ассоциации.

## Награды
- Благодарность Председателя Государственной Думы ФС РФ Нарышкина С. Е. за значительный вклад в развитие законодательства Российской Федерации и парламентаризма в Российской Федерации.[21][22][23]
- Почётная грамота от Губернатора Красноярского края В. А. Толоконского за высокий профессионализм и многолетний добросовестный труд.
- Медаль «За возвращение Крыма».[24]
- Благодарность Министерства промышленности, торговли и инвестиций РД за весомый вклад в развитие инвестиционной деятельности Республики Дагестан в сфере транспортной логистики.
- Благодарность от Правительства Москвы, Департамента национальной политики, межрегиональных связей и туризма г. Москвы и Московского Дома национальностей за личный вклад в укрепление межнационального мира и согласия и плодотворное сотрудничество с ГУ «Московский дом национальностей» в проведении интеллектуальной игры «Победа», посвящённой 70-летию Победы в ВОВ.
- Диплом благотворительного Фонда им. Героя Советского Союза А.Исрафилова за активное участие в военно-патриотическом воспитании молодёжи.
- Почётная грамота театра «Русский балет».
- Благодарность от Фонда «Живи и дари жизнь другим» за проявленное милосердие, отзывчивость и чуткое отношение к детям, нуждающимся в помощи.
- Грамота за II место в турнире по бильярду в честь 95-й годовщины ВЛКСМ.
- Множество благодарственных писем в адрес депутата поступило от жителей республики, которым была своевременно оказана юридическая, материальная помощь.
- Почётный строитель России.
- Награждён Медалью и Почётной грамотой Председателя Государственной Думы ФС РФ Нарышкина С. Е. за существенный вклад в развитие законодательства Российской Федерации и парламентаризма в Российской Федерации. (02.12.2015)
- Благодарность «За наибольшее количество благодарственный писем, полученных от избирателей, и за успешную и плодотворную работу в Государственной Думе в 2015 году». (22.12.2015)

## Личная жизнь
Женат. Имеет двух сыновей. Занимается восточными единоборствами, играет в бильярд. Играет на гитаре. Предпочитает национальные восточные мотивы в музыке.